# Băișoara
Băișoara – wieś w Rumunii, w okręgu Kluż, w gminie Băișoara. W 2011 roku liczyła 891 mieszkańców.